# Ассессмент-центр
Ассессмент-центр, или центр оценки (от англ. assessment centre) — один из методов комплексной оценки персонала, основанный на использовании взаимодополняющих методик, ориентированный на оценку реальных качеств сотрудников, их психологических и профессиональных особенностей, соответствия должностным требованиям, а также выявление потенциальных возможностей специалистов. На сегодняшний день ассесмент-центр является одним из наиболее точных методов оценки компетенции сотрудников.
Оценка участников производится посредством наблюдения их реального поведения в моделирующих упражнениях. Внешне метод похож на бизнес-тренинг: участникам предлагаются деловые игры и задания, но их цель — не развить умения и навыки, а предоставить равные для всех возможности проявить компетенцию в моделируемых деловых ситуациях.
В каждом упражнении за каждым участником наблюдает эксперт или группа экспертов. Их задача — подробно фиксировать поведение участника. После проведения задания задача наблюдателя-эксперта провести классификацию поведения (отнести поведение к той или иной оцениваемой компетенции), а затем оценить эту компетенцию (технология НОКО — наблюдение, описание, классификация, оценка).
Важнейшей составляющей метода является сведение оценок экспертов, полученных в отдельных упражнениях, в интегральные оценки по видам компетенции. Чаще всего это делается в ходе совместного обсуждения экспертами полученных результатов, обоснования и защиты итоговой оценки. Такая групповая экспертная работа позволяет снизить субъективность полученных оценок и добиться более высокого качества прогнозов на их основании. Сведение может проходить также и с помощью статистических процедур.
Современные представления о корректном использовании данного метода зафиксированы в Российском стандарте центра оценки, международных нормативах по АЦ, а также ряде национальных стандартов.
Кто проводит, кто оценивает? Оценку методом ассесмент центра проводят как специализированные организации, оказывающие услуги в области оценки персонала, так и «внутренние» HR специалисты и/или психологи. Консультантов чаще привлекают в том случае, когда важен независимый взгляд на сотрудников или кандидатов и есть риск, что внутренние специалисты могут быть ангажированы. Другой вариант — компания, заказывающая АЦ, не обладает внутренней экспертизой в его проведении и привлекает внешних подрядчиков. Внутренние специалисты по АЦ имеются в крупных организациях, которые могут себе позволить держать подобный штат и чьи объёмы годовой оценки достигают тысяч участников. Менеджеры организации также могут выступать в качестве наблюдателей на АЦ.
Важно, что для работы в АЦ в качестве наблюдателя требуется пройти специальное обучение. В ходе подобных тренингов будущих специалистов по АЦ учат ключевым навыкам: Наблюдению за поведением участников в ходе оценки, Описанию этого поведения в максимально подробной форме, Классификации поведения — соотнесения его с оцениваемым видами компетенции, Оценке этих видов компетенции (навыки НОКО). В подобные тренинги включаются также обучение написанию письменных отчётов, а также навыкам обратной связи участникам.

## Процедура оценки
Состав процедур ассесмент-центров (АЦ) может варьироваться. Чаще всего АЦ состоит из трёх основных блоков:
1. Деловые игры (моделирующие упражнения)
2. Интервью
3. Тесты и опросники

Наиболее специфичными для АЦ являются деловые игры, так как именно в них моделируются важнейшие составляющие профессиональной деятельности (АЦ чаще всего проводят для менеджерских позиций). Обсуждение действий участников в ходе АЦ и составляет основную часть работы экспертов на сведении оценок. Данные интервью и тестов обычно используются в качестве дополнительной информации.
Каждый из перечисленных блоков может проводиться по-разному в зависимости от квалификации и опыта экспертов. Например, в европейскую традицию проведения АЦ входит активное использование тестов и опросников. В американской традиции применения АЦ доминируют деловые игры (simulation), тестам же уделяется значительно меньшее внимание.
Деловые игры могут проводиться в нескольких основных форматах:
- Групповая дискуссия (с распределёнными или нераспределёнными ролями)
- Парные ролевые игры (беседа с подчинённым, переговоры с партнёром по бизнесу и т. п.)
- Индивидуальные аналитические презентации
- Инбаскет (анализ деловой переписки, планирование времени и ресурсов)

Интервью также часто используется в АЦ в качестве самостоятельного метода. Чаще всего проводят структурированное интервью по видам компетенции, однако также встречаются подходы, где используется глубинное интервью.

## История
Метод первично был разработан и использован немцами после Первой Мировой войны. В дальнейшем он получил развитие в годы Второй мировой войны. В Великобритании его использовали для набора младших офицеров, а в США — для подбора разведчиков.
Начиная с 1956 г. АЦ стал использоваться в гражданских организациях. Компания AT&T впервые провела АЦ для кандидатов на менеджерские позиции. Проводимые в этой организации АЦ легли в основу знаменитого Management Progress Study, спроектированного и проведённого под руководством Дугласа Брея, будущего основателя крупнейшей оценочной компании в мире DDI. Данное лонгитюдное исследование впервые убедительно доказало прогностическую силу АЦ. Публикация результатов исследования привела к бурному росту использования данного метода в США, а затем и в других странах.
В настоящее время на Западе и в Азии многие крупные компании применяют этот метод для оценки персонала. В России метод начал применяться с начала 1990-х годов. В 2014 году вышел первый обзор практики АЦ в России. Новым направлением, набирающим популярность в последнее время, становится нейро-ассесмент. В рамках игровых и когнитивных тестов у участников производятся замеры сердечного ритма, движений глаз, регистрируется активность мозговой деятельности.

## Стандарт ассесмент центра
В мире существует несколько национальных стандартов АЦ (Великобритания, Германия, Индонезия, ЮАР), а также документ, который условно считается «международным стандартом». Подобные документы позволяют регламентировать практику применения АЦ, который из-за своей известности может применяться непрофессионально и безответственно.
В конце 2013 года вышел Российский стандарт центра оценки, созданный Федерацией оценки персонала под эгидой НК РЧК. В стандарте учтён и российский опыт применения данного метода, и современные представления об АЦ в ведущих мировых оценочных державах. Стандарт прошёл рецензирование в России; переведённую версию рецензировали крупнейшие отраслевые эксперты из Бельгии, Великобритании, Германии, США, ЮАР и Индонезии.